# Osbornellus mexicanus
Osbornellus mexicanus är en insektsart som beskrevs av Henry Fairfield Osborn 1900. Osbornellus mexicanus ingår i släktet Osbornellus och familjen dvärgstritar. Inga underarter finns listade i Catalogue of Life.